# Rastovac (Grubišno Polje)
Rastovac je naselje u Republici Hrvatskoj, u sastavu Grada Grubišnog Polja, Bjelovarsko-bilogorska županija. 

## Stanovništvo
Prema popisu stanovništva iz 2001. godine, naselje je imalo 63 stanovnika te 26 obiteljskih kućanstava.
Prema popisu stanovništva iz 2011. godine, naselje je imalo 40 stanovnika.
| broj stanovnika | 241   | 281   | 278   | 423   | 504   | 469   | 491   | 516   | 347   | 352   | 316   | 266   | 207   | 142   | 63    | 40    | 27    |
|                 | 1857. | 1869. | 1880. | 1890. | 1900. | 1910. | 1921. | 1931. | 1948. | 1953. | 1961. | 1971. | 1981. | 1991. | 2001. | 2011. | 2021. |